# Nemes István (jogász)
Nemes István, írói álneve: Falka István (Szövérd, 1915. augusztus 6. – Kolozsvár, 1985. november 24.) erdélyi magyar jogász, író, újságíró, jogi szakíró, egyetemi oktató.

## Életútja
Marosvásárhelyen érettségizett (1932), az I. Ferdinánd Egyetemen jogot végzett, a Ferenc József Tudományegyetem Jogi Karán avatták doktorrá (1942). Joggyakornok, törvényszéki jegyző (1939–42), miniszterelnökségi előadó (1943–44). A Magyar Nép felelős szerkesztője Kolozsvárt (1944), a Világosság belső munkatársa (1944–45), az MNSZ aktivistája (1947–48), helyettes tanár a Bolyai Tudományegyetem Jogi Karán (1948–49), majd ügyvéd nyugalomba vonulásáig.
Verseit, írásait a Pásztortűz (1937), Erdélyi Szemle (1938) közölte, a Magyar Nép hasábjain a falukutató népi irodalom irányzatát képviselte. Jogi oktatásunk múltja az egyetem létrehozásáig c. tanulmánya (Korunk, 1972/10) a kolozsvári egyetem megalapításának 100. évfordulója alkalmából az erdélyi jogi műveltség sok évszázados fejlődését ismerteti. Hegedűs Sándorral és Kiss Andrással közösen szerkesztette a Román-magyar jogi szótárt (Kriterion Kézikönyvek, 1978). 
Posztumusz kötetként jelent meg Horváth Andorral közös válogatásában és fordításában, Egyed Péter előszavával Montesquieu A törvények szelleméről c. műve (Téka, 1987). Utolsó éveiben az erdélyi nyomdászat úttörője, Bikfalvi Falka Sámuel életét és munkásságát kutatta.